# 젤다 해리스
젤다 해리스(Zelda Harris, 1985년 2월 17일 ~ )는 미국의 배우, 텔레비전 배우, 영화배우이다.
뉴욕에서 태어났다. 프린스턴 대학교를 다녔다.

## 영화
- 히 갓 게임 (1998년) - 메리 셔틀스워스 역
- 피아노 레슨 (1995년)
- 브룩클린의 아이들 (1994년)